# 丁伊拉賀教
丁伊拉賀教（波斯語：دین الهی，直譯為『神的信仰』）是由蒙兀兒帝國第三任統治者阿克巴於1582年創立的綜攝宗教。它以伊斯蘭教為基礎，並結合印度教、祆教、基督教、耆那教、佛教等元素。其目的是為促進帝國境內的民族和諧與鞏固王權。但即使是阿克巴在位時期，該教信眾總人數仍不超過20人。阿克巴逝世後，丁伊拉賀教逐漸被世人遺忘。
17世紀的蒙兀兒帝王達拉·希科 (1615-1659)一度想重振丁伊拉賀教，但隨即遭其弟奧朗則布 (1618-1707)篡位並以叛教之名處死。奧朗則布在位期間捨棄宗教寬容政策，以強硬的伊斯蘭教法推行帝國全面伊斯蘭化，並大舉迫害印度教與錫克教徒，使丁伊拉賀教再無重生機會。